# كالفين بانستر
كالفين بانستر (بالإنجليزية: Calvin Bannister)‏ هو لاعب كرة قدم أمريكية ولاعب كرة قدم كندية أمريكي، ولد في 17 فبراير 1984 في روانوك في الولايات المتحدة.